# Сасис
Саси́с (фр. Sassis, окс. Sassís) — коммуна во Франции, находится в регионе Юг — Пиренеи. Департамент — Верхние Пиренеи. Входит в состав кантона Люс-Сен-Совёр. Округ коммуны — Аржелес-Газост.
Код INSEE коммуны — 65411.

## География

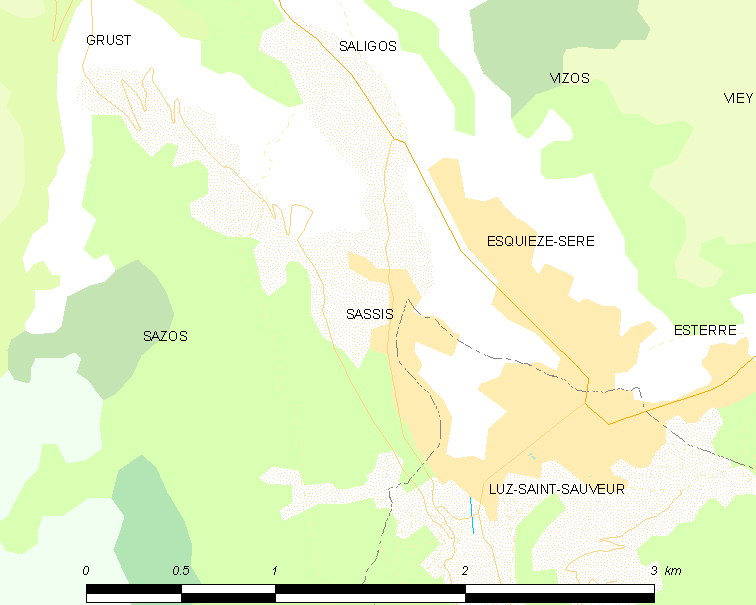
Карта коммуны

Коммуна расположена приблизительно в 690 км к югу от Парижа, в 145 км юго-западнее Тулузы, в 40 км к югу от Тарба.
На востоке коммуны протекает река Гав-де-По.

## Климат
Климат умеренно-океанический с солнечной тёплой погодой и обильными осадками на протяжении практически всего года.

## Население
Население коммуны на 2010 год составляло 92 человека.
| 1962 | 1968 | 1975 | 1982 | 1990 | 1999 | 2010 |
| ---- | ---- | ---- | ---- | ---- | ---- | ---- |
| 95   | 80   | 58   | 54   | 52   | 60   | 92   |

## Администрация
| Период | Период | Фамилия              | Партия       | Примечания |
| ------ | ------ | -------------------- | ------------ | ---------- |
| 2001   | 2014   | Жан-Клод Микё        | беспартийный |            |
| 2014   | 2020   | Жан-Фредерик Шатенье |              |            |

## Экономика
В 2010 году среди 52 человек трудоспособного возраста (15-64 лет) 41 были экономически активными, 11 — неактивными (показатель активности — 78,8 %, в 1999 году было 80,6 %). Из 41 активных жителей работали 40 человек (21 мужчина и 19 женщин), безработной была 1 женщина. Среди 11 неактивных 1 человек был учеником или студентом, 3 — пенсионерами, 7 были неактивными по другим причинам.

## Достопримечательности
- Церковь Нотр-Дам